# Monidło

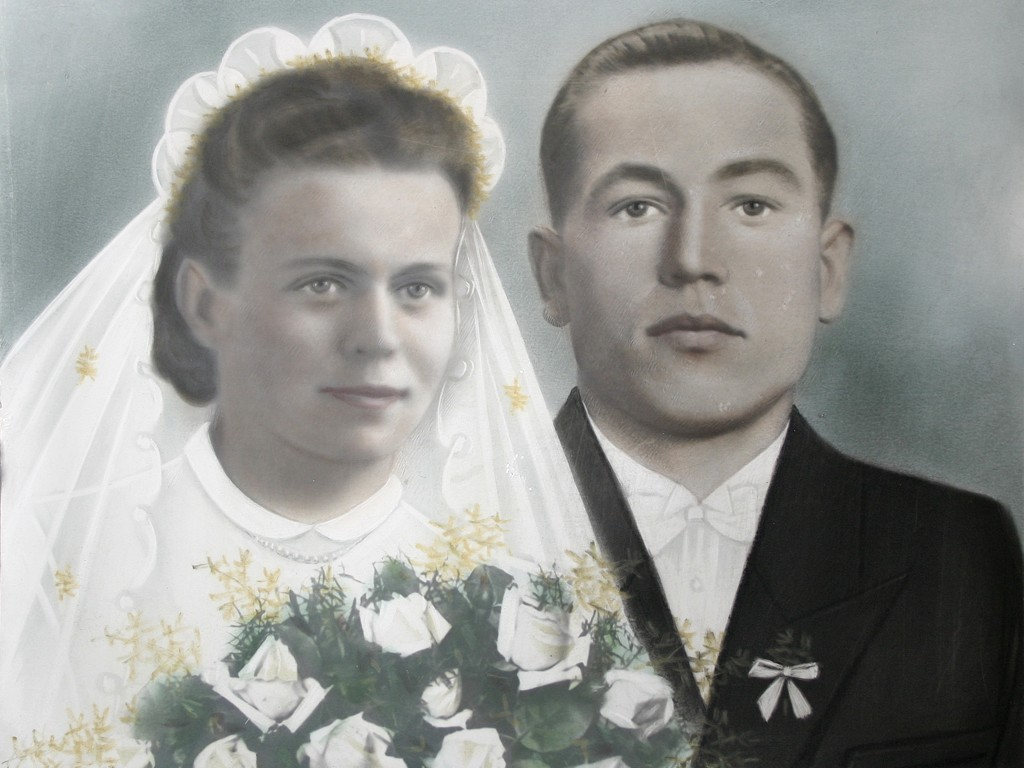
Przykład monidła (1947)

Monidło – rodzaj portretowego wizerunku realistycznego, najczęściej malowanego na podstawie zdjęcia ślubnego. Charakterystyczną cechą tego zazwyczaj czarno-białego obrazu były podkolorowania ust (na czerwono) oraz oczu (lazurowoniebieskich); inne detale retuszowano. Portretowanym postaciom często dodawano okazalsze stroje. 
W Polsce monidła pojawiły się w XIX wieku jako tańsza alternatywa tradycyjnych portretów, które z uwagi na wyższą cenę zyskały popularność jedynie w zamożniejszych warstwach społeczeństwa. Natomiast monidła rozpowszechniły się wśród warstw uboższych (np. rzemieślników), szczególnie jednak na wsi wśród chłopów. Po II wojnie światowej straciły na popularności i z biegiem czasu stały się synonimem kiczu. 
Monidło stanowi osnowę akcji opowiadania Jana Himilsbacha oraz nakręconego na jego podstawie filmu Antoniego Krauzego (1969). Monidło jest również nazwą głównej nagrody przyznawanej od 2008 roku podczas festiwalu Jana Himilsbacha w Mińsku Mazowieckim.